# Mbombela Stadium
Mbombela Stadium è un impianto sportivo multifunzione sudafricano di Mbombela.

## Storia e dati tecnici
La costruzione dello stadio è cominciata nel febbraio 2007 ed è stato completato nel 2009. Lo stadio ha una capienza di 46.000 spettatori, ed è situato vicino al Parco nazionale Kruger.
L'impianto sportivo è costato 920 milioni di Rand.
Il primo ministro del Mpumalanga, Thabang Makwetla, ha affermato che lo stadio Mbombela si trasformerà in uno dei beni di intrattenimento più belli nella provincia Mpumalanga.
Lo stadio ha ospitato quattro incontri della fase A dei gironi del Mondiale 2010, fra cui l'incontro dei campioni del mondo in carica dell'Italia contro la Nuova Zelanda terminata 1-1, del 20 giugno 2010.
Questo stadio è stato considerato il più originale d'Africa. Se lo si guarda bene si possono notare i piloni esterni che rappresentano delle giraffe, la rampa per arrivare ai posti a sedere rappresenta un serpente e il colore delle seggiole imita il manto di una zebra.

## Campionato mondiale di calcio 2010
Lo stadio è uno degli impianti che hanno ospitato il Campionato mondiale di calcio 2010.
Di seguito sono presenti le gare in esso disputate durante la rassegna mondiale 2010:
| Data           | Ora (CET) | Squadra #1     | Ris. | Squadra #2     | Fase del torneo | Spettatori |
| -------------- | --------- | -------------- | ---- | -------------- | --------------- | ---------- |
| 16 giugno 2010 | 13:30     | Honduras       | 0-1  | Cile           | Girone H        | 32.664     |
| 20 giugno 2010 | 16:00     | Italia         | 1-1  | Nuova Zelanda  | Girone F        | 38.229     |
| 23 giugno 2010 | 20:30     | Australia      | 2-1  | Serbia         | Girone D        | 37.836     |
| 25 giugno 2010 | 16:00     | Corea del Nord | 0-3  | Costa d'Avorio | Girone G        | 34.763     |

## Coppa delle Nazioni Africane 2013
Nel 2013 Mbombela con altre quattro città del Sudafrica ha ospitato la Coppa Africa. Sotto sono elencate le partite disputate presso il Mbombela Stadium:
| Date       | Ora (CET) | Squadra #1   | RIs. | Squadra #2   | Fase del torneo  | Spettatori |
| ---------- | --------- | ------------ | ---- | ------------ | ---------------- | ---------- |
| 2013-01-21 | 17.00     | Zambia       | 1–1  | Etiopia      | Girone C         | 15,500     |
| 2013-01-21 | 20.00     | Nigeria      | 1–1  | Burkina Faso | Girone C         | 13,500     |
| 2013-01-25 | 17.00     | Zambia       | 1–1  | Nigeria      | Girone C         | 25,000     |
| 2013-01-25 | 20.00     | Burkina Faso | 4–0  | Etiopia      | Girone C         | 35,000     |
| 2013-01-29 | 19.00     | Zambia       | 0–0  | Burkina Faso | Girone C         | 8,000      |
| 2013-01-30 | 18.30     | Togo         | 1–1  | Tunisia      | Girone D         | 7,500      |
| 2013-02-03 | 18.30     | Burkina Faso | 1–0  | Togo         | Quarti di finale | 27,000     |
| 2013-02-06 | 18.30     | Burkina Faso | 1–1  | Ghana        | Semifinale       | 30,000     |

## Rugby
I Pumas, squadra di rugby, utilizzano la struttura e ne sono i gestori. Giocano le partite della Currie Cup e alcune della Vodacom Cup.
In numerose occasione lo stadio ha ospitato la nazionale sudafricana.